# Marcos Winter
Marcos César Simarelli Winter (São Paulo, 31 de agosto de 1966) é um ator brasileiro.

## Biografia
Descendente de alemães e italianos, cursou o ensino fundamental na Escola Estadual Santos Dumont e o ensino médio na Escola Estadual Nossa Senhora da Penha, ambos no bairro da Penha, em São Paulo. É formado em Artes Cênicas pela Universidade São Judas Tadeu, de São Paulo. Filho de um funcionário de uma firma de engenharia e de uma dona de casa, Marcos começou a trabalhar como metalúrgico, fabricando pirâmides esotéricas, na adolescência. Com esforço, cursou a Faculdade de Artes Cênicas e se tornou ator. 
Winter estreou no Teatro aos 17 anos, em 1984, com Pic-Nic no Front, de Fernando Arrabal, (Grupo Pauapique - Claudio de Lima, Rita Celentano, Fatima Bertone, Washington Felipe dos Santos e outros...)sob a direção de Antônio Janô. Desde esta época vem trabalhando com diretores como Ulisses Cruz e Aderbal Freire Filho, em espetáculos consagrados, como Pedido de Casamento, de Tchekov; O Despertar da Primavera, de Frank Wedekind; O Anjo Negro, de Nelson Rodrigues; e Sonho de Uma Noite de Verão, de Shakespeare. O ator ficou em cartaz desde abril de 2010 com a peça de teatro Monólogos de marijuana, que aborda o assunto da descriminalização da maconha, dirigida por Emílio Gallo.
Na televisão desde o final dos anos 80, foi em 1990, ao interpretar Joventino em Pantanal, da extinta Rede Manchete, que o ator deu novo impulso à sua carreira, sendo considerado um dos maiores galãs dos anos 90. Em 2009, assinou contrato com o SBT, para viver seu primeiro o vilão na TV, Homero Reis, da telenovela Vende-se Um Véu de Noiva de Janete Clair adaptada por Iris Abravanel. Em 2010 o ator reclamou de falta de espaço em novelas, onde atualmente, o campo de teledramaturgia está muito grande e disse estar vivendo um dos piores momentos de sua vida, passando por dificuldades financeiras. Em agosto de 2010, integrou o elenco de Malhação, no papel do professor de história Odilon. Idealizou a criação do Movimento Humanos Direitos. Em 2014, grava a série da HBO Brasil, Magnífica 70, como o censor Vicente que após se apaixonar pela atriz de pornochanchada Dora Dumar (Simone Spoladore) se torna um diretor de filmes do gênero.

## Filmografia

### Televisão
| Ano     | Título                     | Personagem                                  | Notas                                      | Emissora      |
| ------- | -------------------------- | ------------------------------------------- | ------------------------------------------ | ------------- |
| 1988    | Vida Nova                  | Antoninho Acioly (Toninho)                  |                                            | TV Globo      |
| 1989    | Tieta                      | Osnar dos Santos (jovem)                    | Episódio: "14 de agosto"                   | TV Globo      |
| 1990    | Desejo                     | Dinorah de Assis                            |                                            | TV Globo      |
| 1990    | Pantanal                   | Joventino Leôncio Neto (Jove)               |                                            | Rede Manchete |
| 1990    | Fronteiras do Desconhecido | Pretty Boy Floyd                            | Episódio: "Inimigos Públicos"              | Rede Manchete |
| 1991    | Floradas na Serra          | Flávio Guerra                               |                                            | Rede Manchete |
| 1991    | Felicidade                 | José Diogo Cabral (Zé Diogo)                |                                            | TV Globo      |
| 1993    | Agosto                     | Cláudio Aguiar                              |                                            | TV Globo      |
| 1993    | Você Decide                | Patrick                                     | Episódio: "Máscara Negra"                  | TV Globo      |
| 1993    | Você Decide                | Jeremias                                    | Episódio: "O Juramento"                    | TV Globo      |
| 1994    | Você Decide                | Léo                                         | Episódio: "Amor e Morte"                   | TV Globo      |
| 1993    | Fera Ferida                | Cassy Jones de Azevedo                      |                                            | TV Globo      |
| 1995    | Irmãos Coragem             | Eduardo Coragem (Duda)                      |                                            | TV Globo      |
| 1996    | O Fim do Mundo             | Arnaldo Mendonça (Nado)                     |                                            | TV Globo      |
| 1997    | A Indomada                 | Hércules Pedreira de Mendonça e Albuquerque |                                            | TV Globo      |
| 1998    | Corpo Dourado              | Arthur Moreira de Barros (Artuzinho)        |                                            | TV Globo      |
| 1998    | Pecado Capital             | Virgílio Lisboa                             |                                            | TV Globo      |
| 1999    | Você Decide                | Túlio                                       | Episódio: "O Dilema de Rosane"             | TV Globo      |
| 1999    | Vila Madalena              | Roberto Lopes Couto                         |                                            | TV Globo      |
| 2001    | Estrela-Guia               | Paulo Roberto Macedo / Hanumam              | Episódios: "12–16 de março"                | TV Globo      |
| 2001    | Brava Gente                | Quincas                                     | Episódio: "Armas e Corações"               | TV Globo      |
| 2003    | Agora É que São Elas       | Heitor Siqueira Ramos                       | Episódios: "18–19 de julho"                | TV Globo      |
| 2004    | Um Só Coração              | Luís Martins Gonçalves                      | Episódios: "6–7 de janeiro"                | TV Globo      |
| 2004    | Sítio do Picapau Amarelo   | João Talho                                  | Episódio: "O Pequeno Samurai"              | TV Globo      |
| 2005    | Essas Mulheres             | Eduardo Abreu                               |                                            | Rede Record   |
| 2006    | Avassaladoras: A Série     | Alexandre                                   | Episódio: "Insegurança"                    | Rede Record   |
| 2007    | Pé na Jaca                 | Luchino                                     | Episódios: "17 de janeiro–21 de fevereiro" | TV Globo      |
| 2007    | Amazônia                   | Lourival Neto Alencar (Neto)                |                                            | TV Globo      |
| 2007    | Mandrake                   | Lourenço                                    | Episódio: "Alma"                           | TV Globo      |
| 2007    | Duas Caras                 | Deputado Narciso Tellerman                  |                                            | TV Globo      |
| 2008    | Casos e Acasos             | Fábio Mariano Junqueira                     | Episódio: "O Encontro"                     | TV Globo      |
| 2008    | Casos e Acasos             | Afonso Lopes                                | Episódio: "Quem Passou a Noite Comigo?"    | TV Globo      |
| 2008    | Dicas de um Sedutor        | Juca                                        | Episódio: "O Borogodó"                     | TV Globo      |
| 2009    | Vende-se um Véu de Noiva   | Dr. Homero Reis                             |                                            | SBT           |
| 2010    | As Cariocas                | Élber Müller                                | Episódio: "A Internauta da Mangueira"      | TV Globo      |
| 2010    | Malhação                   | Odilon Gusmão dos Santos                    | Temporada 18                               | TV Globo      |
| 2013    | Flor do Caribe             | Reynaldo Fonseca                            |                                            | TV Globo      |
| 2015–18 | Magnífica 70               | Vicente Flausino                            |                                            | HBO Brasil    |
| 2016    | A Terra Prometida          | Merodaque                                   |                                            | Rede Record   |
| 2017    | Apocalipse                 | Oswaldo Santero                             | Episódios: "2 de janeiro–6 de fevereiro"   | Rede Record   |
| 2018    | Jesus                      | Herodes Antipas                             |                                            | Rede Record   |
| 2019    | Segunda Chamada            | Alberto Freitas                             |                                            | TV Globo      |
| 2021    | Gênesis                    | Massá                                       |                                            | Rede Record   |
| 2022–23 | Reis                       | Aitofel                                     | Temporadas: "2–8"                          | Rede Record   |

### Cinema
| Ano  | Título                                | Personagem                          | Notas |
| ---- | ------------------------------------- | ----------------------------------- | ----- |
| 1990 | Barrela                               | Garoto                              |       |
| 1997 | Lua de Outubro                        | Capitão Pedro Arzábal (republicano) |       |
| 2006 | Vestido de Noiva                      | Pedro                               |       |
| 2019 | Happy Hour - Verdades e Consequências | Luís Othelo                         |       |